# Aleiodes graphicus
Aleiodes graphicus – gatunek błonkówki z rodziny męczelkowatych.

## Zasięg występowania
Ameryka Północna i Południowa. Notowany w Wenezueli, Meksyku, oraz amerykańskich stanach Floryda, Dakota Południowa, Iowa, Kansas, Teksas, Wyoming, Kolorado i Nowy Meksyk.